# Wedekind von Holte
Wedekind von Holte (* im 13. Jahrhundert; † 24. Mai 1313) war Domscholaster in Köln und Domherr in verschiedenen Bistümern.

## Leben
Als Sohn des Wigbold von Holte und der Wolderadis Dreigvörden entstammte Wedekind von Holte dem Edelherrengeschlecht derer von Holte mit Stammsitz im Osnabrücker Raum (Holter Burg). Sein Bruder Wigbold war Erzbischof von Köln, Wilhelm Bischof von Münster, seine Schwester Beatrix Äbtissin in Essen. Am 3. Februar 1277 findet er urkundliche Erwähnung als Kanoniker zu St.- Mauritz in Münster. 1297 holte er für seinen Bruder Wigbold das Pallium beim Papst in Rom ab. Am 16. Juli 1304 trat sein älterer Bruder Wilhelm das von Wigbold geerbte Haus in Köln an ihn ab. Papst Clemens V. gestattete ihm im Jahre 1310 den Erwerb mehrerer Pfründe, so in Minden, Bonn, Ochtrup und Walstedde. Als Kölner Domscholaster wird er zuletzt am 28. Juli 1312 erwähnt, während sein Nachfolger am 30. Juni 1313 genannt wird.
Wedekind war Propst in Friesland (Bistum Lüttich), Kanoniker im Kollegiatstift St. Cassius Bonn, Propst im Kollegiatstift St. Marftinus in Kerpen und Domherr in Minden.